# Museo de la Fauna Salvaje
El Museo de la Fauna Salvaje es un museo dedicado a la representación de la fauna salvaje de los 5 continentes ubicado entre los pueblos de Valdehuesa y Boñar (Castilla y León, España). El museo dispone de 17 salas en que se enseña muestras de la fauna del lugar en que está ambientada la sala. Está dirigido por Eduardo Romero Nieto, presidente de la fundación que lleva su nombre, el cual ha donado la mayoría de especies que se observan en el museo.
Hay una representación de la fauna procedente de los cinco continentes:
- 400 mamíferos grandes y completos de todos los continentes
- 200 pequeños mamíferos
- 100 primates
- 50 reptiles
- 6000 especies diferentes de insectos
- Más de 2000 aves que completan los dioramas de las salas de mamíferos.

El museo tiene aproximadamente 5000 m² de pintura al fresco.
También cuenta con un Parque Zoológico con diferentes especies en semilibertad los cuales conviven todos juntos en un área de 30 hectáreas: ciervo, gamo, jabalí, muflón, corzos, lobos ibéricos y bisontes europeos (especie con la cual el museo está muy involucrado en su recuperación).

## Salas

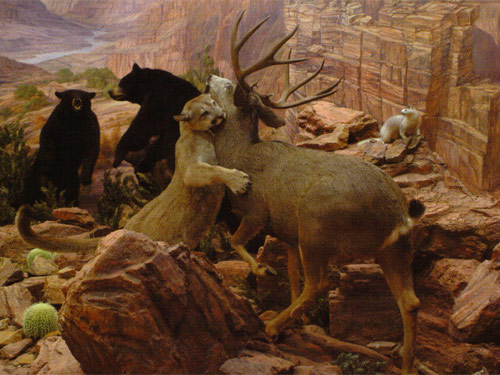
Una escena muy representativa de la sala 8: un puma atacando a un ciervo mula

Cada una de las salas representa un lugar especializado del planeta. Las salas representadas son las siguientes:
- Sala 1: El Viejo Mundo: Esta sala está ambientada en los bosques y montañas de Europa. Uno de los aspectos más atractivos de la sala es una columna de rocas situada en el centro de la sala con varios animales montañeses como la cabra montés, el rebeco o el arruí. Entre otros aspectos, una de las imágenes más impactantes de la sala es una imagen de una manada de lobo ibéricos intentando atrapar un jabalí.
- Sala 2: La berrea del ciervo: Esta sala está ambientada en la berrea del ciervo rojo. El mayor atractivo de la sala son los ciervos rojos, algunos representados peleándose, si bien también hay otros animales más pequeños típicos de la fauna mediterránea.
- Sala 3: China: Esta sala representa los bosques de bambú del centro de China. Es una de las salas con menos animales pero cuenta con algunos de los animales más amenazados del planeta como el panda gigante o el sambar.
- Sala 4: El Lejano Oriente: Esta sala representa una estepa asiática. Las pinturas del fondo fueron pintadas por la argentina Silvia Domenech. Aunque representa una estepa, posee algunos animales que no son típicos de las estepas como el corzo siberiano, el búfalo de agua o el yak.
- Sala 5: La jungla asiática, el imperio del tigre: Esta sala representa las selvas del sur de Asia. Es una de las salas más realistas del museo, hasta el punto de que posee un perfumado aroma a sándalo y algunas de las plantas representadas son de verdad. Una de las escenas más realistas es la de una familia de tigres abatiendo a un chital.
- Sala 6: Siberia, soledad del tiempo: Esta sala representa los bosques siberianos donde la nieve permanece todo el año. Es una sala pequeña y tiene pocos animales, aunque destaca una imagen de un grupo de lobos peleándose.
- Sala 7: El Himalaya, techo del mundo: Esta sala representa el Himalaya y otras cordilleras asiáticas como el Tíbet y el Altái. Cabe destacar que los animales representados en esta sala están dispuestos por la altitud a la que viven en su hábitat natural.
- Sala 8: El Nuevo Mundo: Esta sala representa el Gran Cañón del Colorado. En el centro de esta sala hay otra sala más pequeña, con otros animales de Norteamérica. Esta sala tiene una de las escenas más representativas del museo: un puma atacando a un ciervo mula.